# Мозир
Мо́зир (на беларуски: Мазыр; на руски: Мозырь) е град в Беларус, административен център на Мозирски район, Гомелска област. Населението на града към 2016 година е 112 003 души.
Градът е крупен нефтопреработвателен, машиностроителен и хранително-вкусов промишлен център в Беларус. Нефтопроводът „Дружба“ от Русия се разделя на две при Мозир, като единият клон отива към Полша, а другият – към Украйна.

## География
Градът е разположен край река Припят, на 170 метра надморска височина. Разстоянието до Гомел е около 133 km източно, а разстоянието до Чернобил е около 100 km югоизточно.

## История
Мозир е едно от най-старите беларуски селища. За пръв път селището е споменато през 1155 година, когато киевският княз Юрий Долгорукий го предава на новгородския княз Святослав Олгович. От средата на XIV век Мозир попада под властта на литовски феодали, а след образуването на Жечпосполита през 1569 г. – под влиянието на полски земевладелци. След поделянето на Жечпосполита през от Русия, Прусия и Галиция и Лодомерия през 1793 г. Мозир попада в границите на Руската империя като уезден център в Минска губерния. През 1795 година получава статут на град. През 1890-те години в града възникват големи за това време промишлени предприятия. Първото от тях е открито през 1895 г. на територията на бившия женски католически манастир, като разполага с няколкостотин работници и произвежда кибритени клечки. На следващата година е открит пивоварен завод.
До Втората световна война в града има голяма еврейска общност. Третият райх окупира Мозир от 22 август 1941 година до 14 януари 1944 година, в резултат на което повечето евреи в града са избити. След войната икономическият фокус на града се измества от дървообработването към машиностроенето. През 1974 г. заработва първият агрегат на Мозирската ТЕЦ, а през 1975 г. започва работа рафинерията.
През 1986 година градът бива силно замърсен с радиоактивен прах от експлодиралия 4-ти реактор на Чернобилската АЕЦ.

## Икономика
Развити са нефтопреработвателната, химическата, машиностроителната, дърводобивната и хранително-вкусовата промишленост. Произвеждат се различни петролни продукти. Има завод за кабели. Близо до града се усвояват големи залежи на каменна сол. Мозирската ТЕЦ произвежда електроенергия за битови и промишлени нужди.

## Транспорт
В Мозир е разположено най-голямото пристанище в Беларус – „Пхов“. Въпреки това, речният транспорт не е развит. Градският транспорт на Мозир е представен от автобусни и трамвайни линии.

## Побратимени градове
- Егоревск, Русия
- Северодвинск, Русия
- Страконице, Чехия
- Коростен, Украйна
- Харцизк, Украйна
- Нежин, Украйна
- Хойнице, Полша
- Йокосука, Япония
- Сюджоу, Китай